# Piltdownský člověk

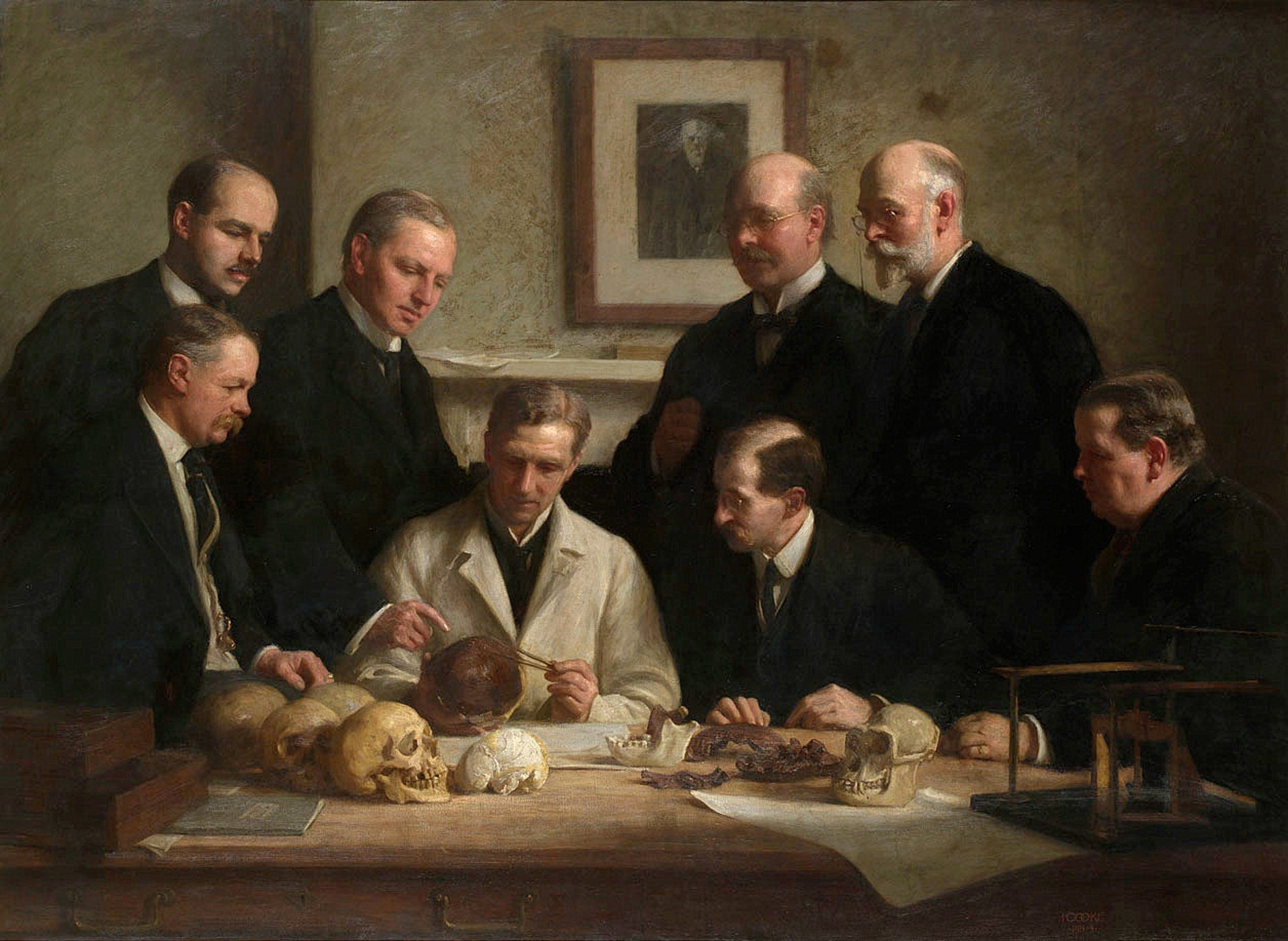
Obraz od malíře Johna Cookeho z roku 1915. Znázorňuje v zadní řadě (odleva): F. O. Barlowa, G. Elliota Smitha, Charlese Dawsona a Arthura Smitha Woodwarda. V druhé (dolní řadě): A. S. Underwooda, Arthura Keitha, W. P. Pycrafta a Sira Raya Lankestera.

Piltdownský člověk (Eoanthropus dawsoni) je podvržená fosilie, kterou neznámý pachatel zmátl paleontology v prosinci roku 1912. Její nepravost byla odhalena až v roce 1953. Údajný pozůstatek dosud neznámého pravěkého hominida byl ve skutečnosti lebkou středověkého člověka spojenou s orangutaní dolní čelistí a šimpanzím zubem. Podvodník nikdy nebyl odhalen a o jeho totožnosti se dodnes spekuluje. Podle britského dokumentu, "Největší podvody historie", byl autorem podvodu právník a amatérský archeolog Charles Dawson.

## Nález
Charles Dawson, právník, amatérský geolog a archeolog, nalezl úlomky lebky v piltdownském lomu nedaleko Uckfieldu v Sussexu v Anglii. Lebce dal jméno Eoanthropus dawsoni (v překladu „Dawsonův jitřní člověk“). Kosti nejdříve ukázal vedoucímu geologického oddělení Britského přírodovědeckého muzea Arthuru Smithu Woodwardovi, načež spolu s ním a s Pierrem Teilhardem de Chardin naleziště několik dní znovu prohledávali. Dawson tehdy našel spodní čelist a Teilhard zub. Lebka i čelist se zdály být stejně zabarveny, a to i shodně se štěrkem okolo. Ve stejné vrstvě se našlo množství opracovaných pazourků a zvířecích fosílií, které potvrzovaly velké stáří objevu. Čelist byla ale v místech, kde by se spojovala s lebkou, poškozena.
Nález byl hlavně anglickými paleontology považován za dlouho hledaný přechodný článek mezi opicí a člověkem, který bylo možné spojit s anglickým územím, kde nálezy inteligentních předků chyběly. O jeho autentičnosti existovaly pochyby, které byly do značné míry rozptýleny nálezem podobné lebky v roce 1915 („Piltdown 2“) jen tři kilometry od místa původního nálezu. Mezi prvními, kdo již roku 1915 vznesl jisté pochybnosti o pravosti nálezu, byl také francouzský paleontolog Marcellin Boule. Ten si povšiml, že čelist se podobá mnohem spíše čelistní kosti lidoopa než člověka.

## Pochyby a odhalení
Ve 20. letech začaly být objevovány v Africe opravdové pozůstatky hominidů (1924 Taungské dítě), které měly malou mozkovnu a lidsky vypadající čelist. Bylo tedy čím dál těžší skloubit piltdownského člověka (který měl naopak velkou lidskou lebku a opičí čelist) s ostatními nálezy.
V roce 1949 paleoantropolog Kenneth Oakley provedl fluorový test relativního stáří, který potvrdil, že se jednalo o podvod. 21. listopadu 1953 byly zveřejněny výsledky předatování vrstev, kde byla lebka nalezena, a Oakley shrnul závěry v bulletinu Britského muzea v článku Řešení piltdownského problému.
Celek byl sestaven z lebky středověkého člověka, 500 let staré orangutaní čelisti a fosilního šimpanzího zubu. Ke zdání starobylosti pomohlo namáčení kostí v železitém roztoku a dvojchromanu draselném. Aby se zakrylo, že čelist s lebkou nesouvisí, byla pečlivě zlomena a zuby znovu připevněny a upilovány; to bylo nutné, protože primáti žvýkají potravu jiným způsobem než lidé.

## Související otázky

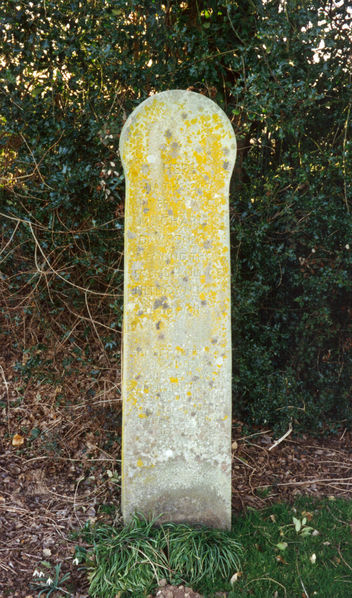
Památník Pitdownského člověka na místě objevení údajných ostatků.

Důvodů, proč byl padělek odhalen až po 40 letech, existuje několik.
Především se potvrdily naděje mnoha vědců, že chybějící článek bude nalezen v Eurasii a Britové ovšem chtěli svého prvního Brita. Až do té doby se na Britských ostrovech kromě několika pochybných souborů nástrojů a několika kostí nenašlo nic, co by vypovídalo o daleké minulosti. Naopak ve Francii a Německu bylo nalezeno množství pozůstatků neandrtálců, kromaňonců, uměleckých projevů atd. Pravý Piltdownský člověk by byl mnohem starší než neandrtálci a se svou mozkovnou mnohem pravděpodobněji předchůdce člověka dnešního typu než neandrtálec.
Dále nález potvrdil v té době respektovaný názor, že mozek je vůdčím orgánem, který reflektoval nejdříve změnu od zvířete k člověku. Proto se očekávalo, že mozkovna bude vyvinutější než čelist a Piltdownský nález tuto hypotézu plně potvrdil.
Když byl v roce 1927 objeven pekingský muž (Homo erectus), který měl nepoměrně menší mozkovnu než piltdownský člověk, posloužil nález k rasistickým závěrům, že bílá rasa pochází z piltdownského člověka (s mnohem vyvinutější mozkovnou) a tudíž překročila práh lidskosti mnohem dříve než ostatní rasy a proto musí být civilizačně na vyšší úrovni.
V neposlední řadě byla důvodem přetrvávajícího klamu pečlivá separace nálezu v sejfu mimo dosah odborné veřejnosti. Přístup k němu byl přísně omezen a dotknout se kostí nebylo možno; k dispozici byly pouze sádrové odlitky. To se změnilo, až když péči o kosti převzal Kenneth Oakley.

## Viník
Teoriím o původci podvrhu se po dlouhou dobu věnovala řada zájemců o obor. Obecně se soudí, že se zpočátku jednalo o nevinný vtip, který se autorovi vymkl z rukou, když takřka okamžitě vešel v obecnou známost. Nejvíce je podezírán amatérský archeolog Charles Dawson, ale padla i jména Pierre Teilhard de Chardin nebo dokonce Arthur Conan Doyle. Mezi podezřelé patřil i přírodovědec Martin A. C. Hinton, neboť v roce 1970 byl v depozitářích Muzea přírodních věd v Londýně objeven kufr s jeho jménem, v němž byly jemu adresované dopisy a také zvířecí kosti a zuby, které byly pořezány a potřísněny podobným způsobem jako piltdownský nález.
V listopadu 2003 Muzeum přírodních věd v Londýně uspořádalo výstavu k 50. výročí odhalení podvrhu.
Aféra piltdownského člověka dnes slouží jako záminka některým kreacionistům, kteří tvrdí, že ukazuje na zkorumpovanost vědecké komunity a možnost, že i ostatní fosilie jsou podvrhy.